# Мальчики (рассказ)
«Ма́льчики» — рассказ Антона Павловича Чехова, написанный в 1887 году. Впервые был опубликован 21 декабря 1887 года в «Петербургской газете» № 350 с подзаголовком (Сценка) и с подписью-псевдонимом А. Чехонте. Одна из жемчужин творчества писателя, смягчающая драматизм традиционного рождественского рассказа.

## Сюжет
Домой к семье Королёвых на рождественские праздники издалека приезжает гимназист 2-го класса Володя. С ним приезжает погостить его приятель Чечевицын. Сёстрам Володи он представляется Монтигомо, Ястребиный Коготь, вождь непобедимых. Володя не играет, как обычно с сёстрами, не участвует в предпраздничных приготовлениях всей семьи, а особняком переговаривается о чём-то с Чечевицыным. Сёстры подслушав, узнают, что мальчики готовят побег в Америку. Но убежать далеко не получилось: их возвращают с Гостиного двора ближайшего города, где они выясняли возможность покупки пороха.

## История публикации и написания
Помимо издания в Петербургской газете в 1887 году, рассказ вошёл в первый том собрания сочинений А. П. Чехова, опубликованного издателем А. Ф. Марксом в 1899―1901 гг. Специально для этого издания Чехов снял подзаголовок и существенно переработал текст произведения: писатель внёс изменения и дополнения, более ярко рисующие психологию детей (в частности, была добавлена молитва Володи). Также был изменён и финал. В результате внесённых поправок контраст характеров двух мальчиков, едва намеченный в изначальной редакции, стал более ярким. Работая над текстом, Чехов убрал вульгаризмы и просторечные выражения.
При жизни писателя рассказ был переведён на немецкий, норвежский, финский и чешский языки.
Высказывается предположение, что идею для написания рассказа подал один эпизод из жизни Чехова, когда тот встретился с двумя гимназистами, ловившими и сушившими рыбу в Нескучном саду в Москве и изображавшими индейцев. писатель предложил мальчикам выкурить с ним «трубку мира», а сам в подарок получил от них поплавок.

## Отзывы критиков
Лев Толстой считал это произведение одним из лучших рассказов Чехова. Виктор Гольцев, рекомендуя рассказы Чехова для чтения в семейном кругу, также называл «Мальчиков». По словам В. Гольцева, Чехов принадлежал к таким художникам, которые умеют создать яркие образы детских персонажей и показать, «что творится в детской душе и чего часто не понимают взрослые».

## Экранизация
1984 — «Злой мальчик» (телеспектакль по рассказам А. П. Чехова; СССР), режиссёр Тамара Павлюченко.